# Lipophrys velifer
Lipophrys velifer är en fiskart som först beskrevs av Norman, 1935.  Lipophrys velifer ingår i släktet Lipophrys och familjen Blenniidae. Inga underarter finns listade i Catalogue of Life.